# Métier à tisser
Un métier à tisser est une machine utilisée par un tisserand pour fabriquer du tissu. Il peut être industriel comme dans l'industrie textile (production de textile), ou manuel.

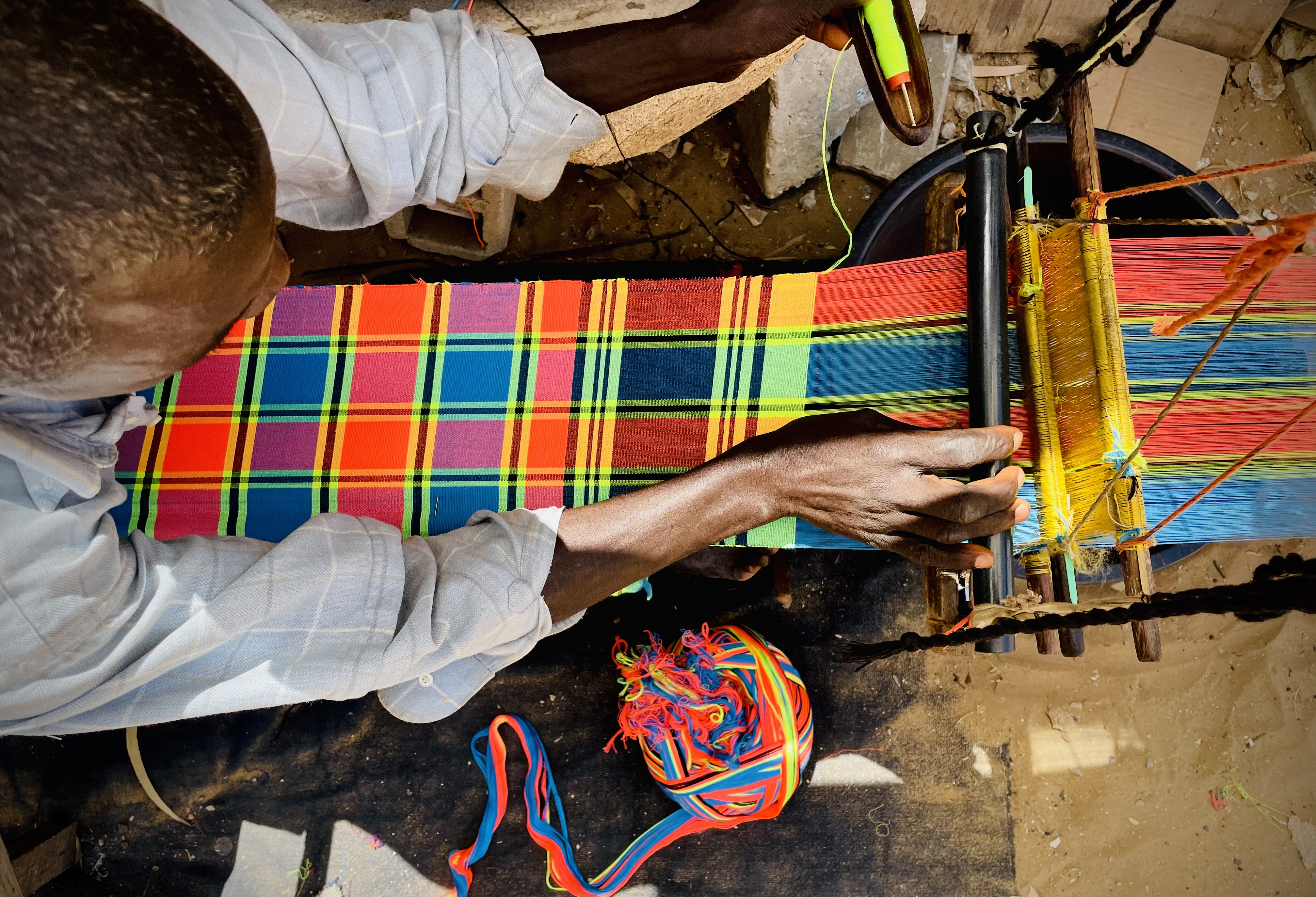
African weaver creating « Serou Rabal » 06

Malgré les progrès mécaniques, le fonctionnement de base est resté le même depuis des siècles : le métier à tisser fixe les fils de chaîne selon la tension désirée, tout en permettant le passage des fils de trame, perpendiculairement, entre les fils de chaîne.
Une lisse, lice ou aiguille est un composant de métier à tisser. Chaque fil de chaîne passe au travers de l'œillet central d'une lisse. En soulevant ou en abaissant certaines lisses, le tisserand ouvre un passage entre deux nappes de fils de chaîne. Cette ouverture, dénommée « pas » ou « foule », permet le passage de la navette, qui insère un fil de trame entre les deux nappes. Une lisse est typiquement faite en fil métallique ou en ficelle et est dotée d'un œillet en son centre. Les lisses sont montées dans des cadres (ou « lames »), suspendus au harnais du métier à tisser. Chaque cadre peut être élevé où abaissé par le tisserand au moyen d'une pédale.

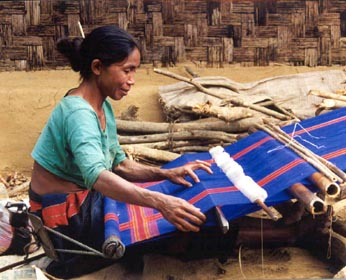
Métier à tisser rudimentaire
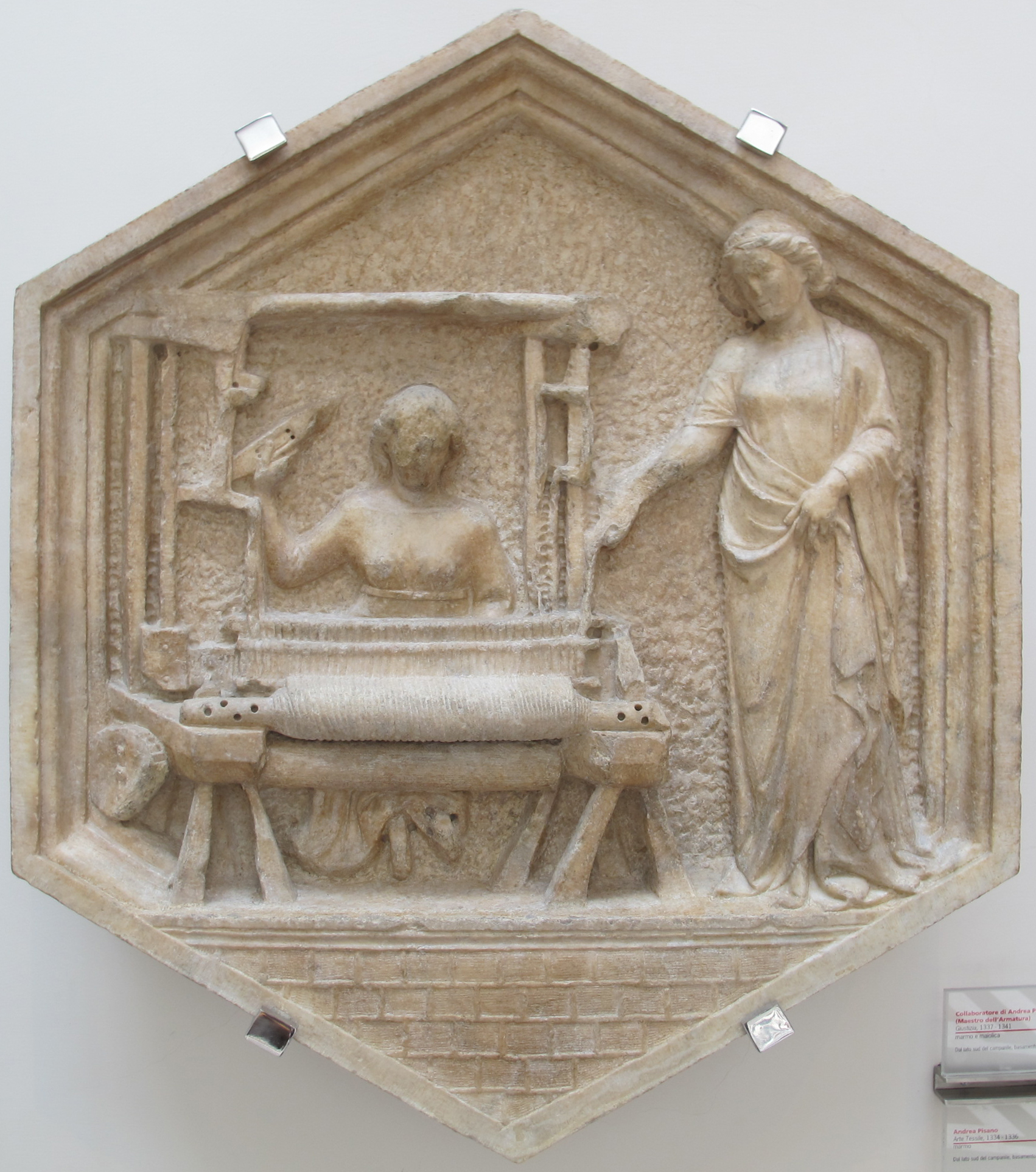
Le métier à tisser est l'instrument du tisserand.
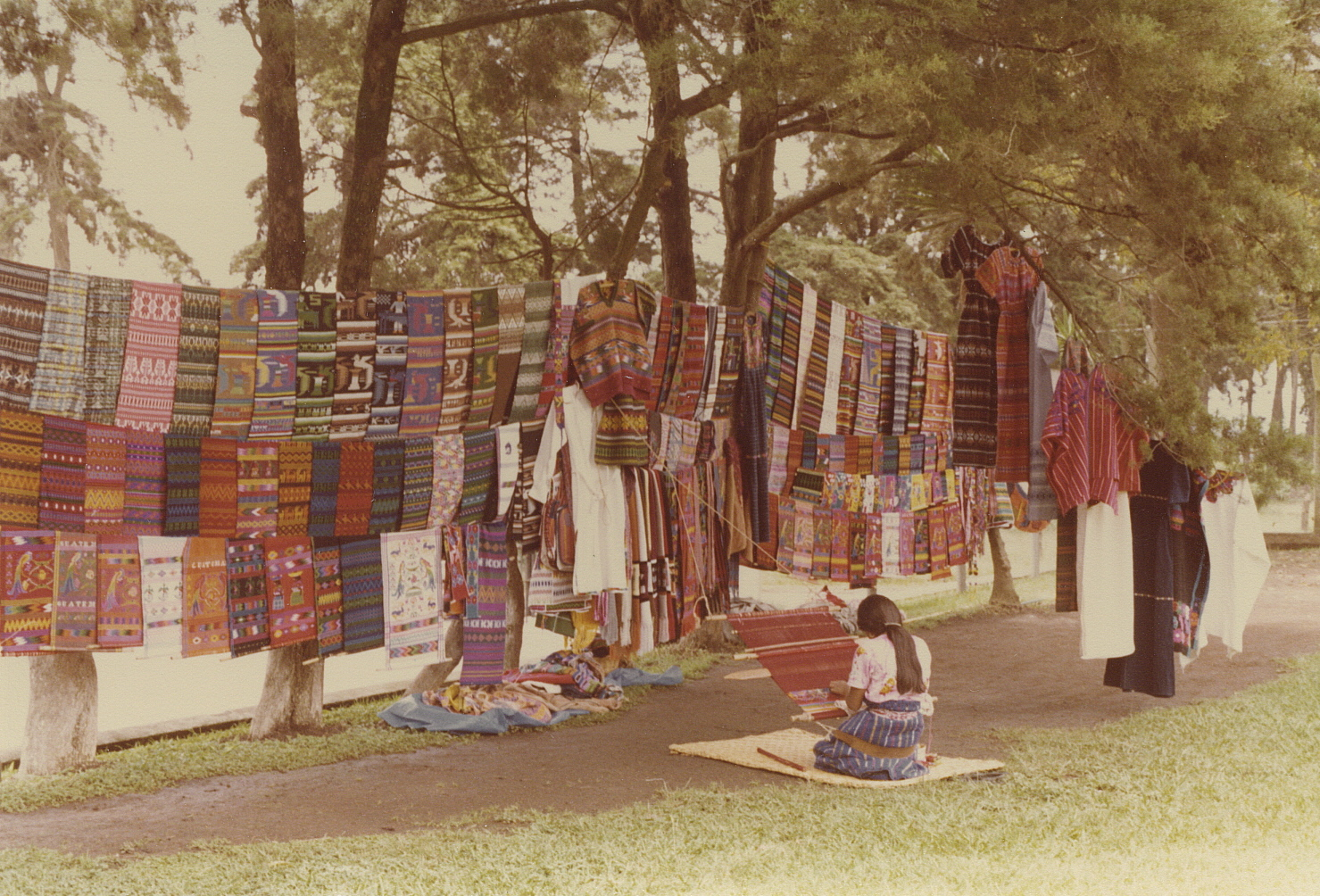
Tissage rudimentaire
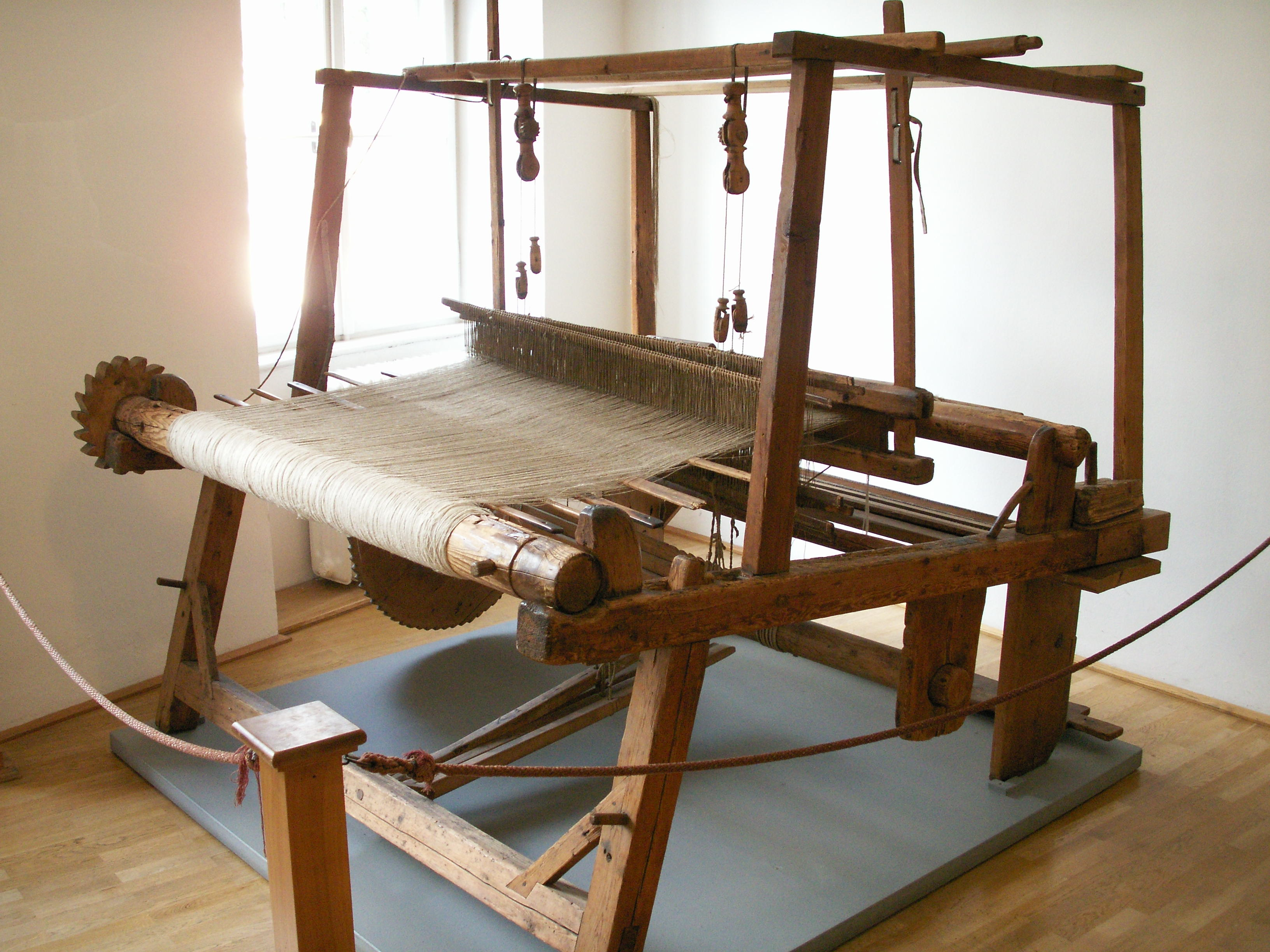
Métier à tisser mécanique
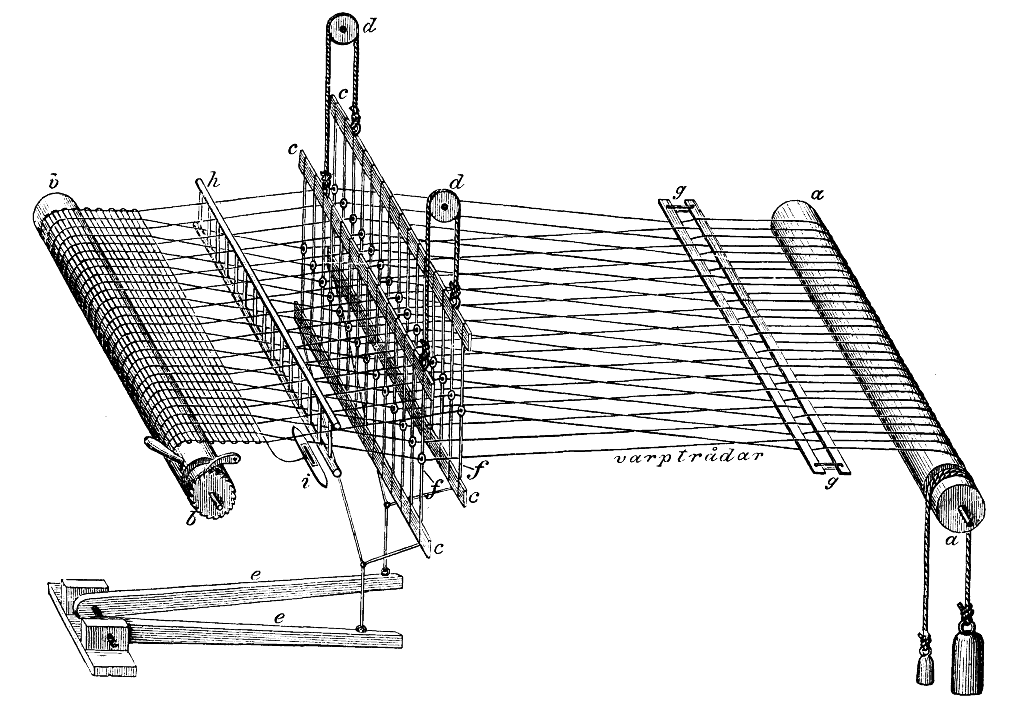
Schéma d'un métier à tisser mécanique

## Histoire

### Pré-industrialisation
Les premiers tissus connus datent de la fin du Néolithique, ils ont été retrouvés en Turquie et en Israël.
Le métier à tisser le plus rudimentaire consiste en un cadre de bois : une série de fils (la chaîne) est tendue entre deux bâtons de bois fichés dans le sol. Avec une perche, un fil de chaîne sur deux est tiré afin de créer un espace vide (la foule) où un autre fil (la trame) passe perpendiculairement aux fils de chaîne puis les nappes de la chaîne sont inversées pour créer une autre foule où repasse le fil de trame.
Vers 7000 av. J.-C.au début du néolithique, les métiers avaient les fils de chaîne tendus par des poids sur une barre transversale, l'ensouple.
Les premiers métiers à tisser avérés sont représentés sur des poteries égyptiennes de la période pré-dynastique, vers 4400 av. J.-C.. Il s'agit d'un métier à chaîne horizontale. 
Vers 1900 av. J.-C., les premiers métiers verticaux apparaissent sur les poteries de la douzième dynastie de l'Egypte antique. La chaîne est tendue entre deux barres horizontales. Ce type de métier est encore utilisé pour la tapisserie par exemple.

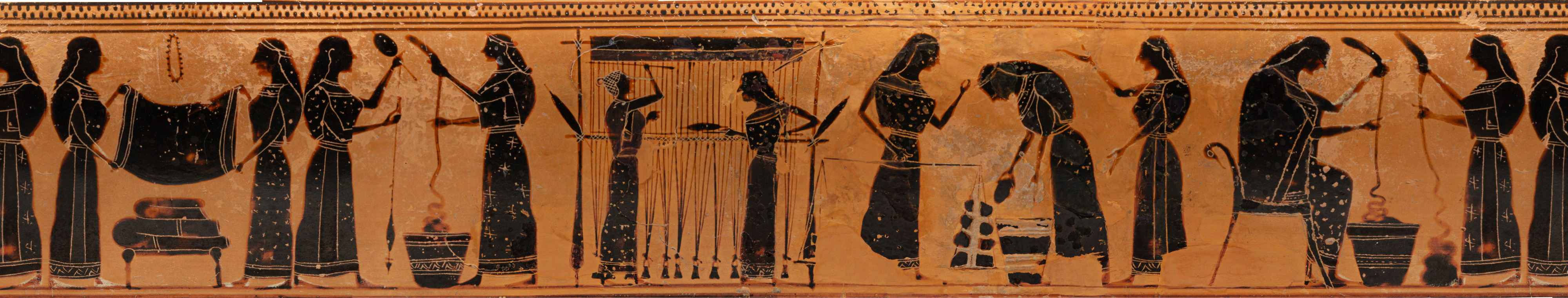
Déroulé d'un lécithe (vase à huile) à figures noires, 550–530 AEC. Peintre d'Amasis. The Metropolitan Museum of Art.
L’une des responsabilités les plus importantes des femmes était la préparation de la laine et le tissage des tissus. Ici, au centre, deux femmes travaillent sur un métier à tisser vertical. A droite, trois femmes pèsent la laine brute. Plus à droite mais aussi à gauche du métier à tisser quatre femmes filent la laine, tandis qu'entre elles (sur ce déroulé: à gauche) le tissu fini est plié.

Vers 1000 av. J.-C., les métiers horizontaux avaient un cadre rigide et un bâton était attaché à certains fils de chaîne afin d'ouvrir la foule en le soulevant.
Ensuite le métier à tisser n'évolua plus jusqu'au Moyen Âge, où des pédales furent utilisées pour soulever tour à tour un certain nombre de lisses différentes, afin d'obtenir des motifs plus complexes. L'adjonction des pédales est une invention chinoise.

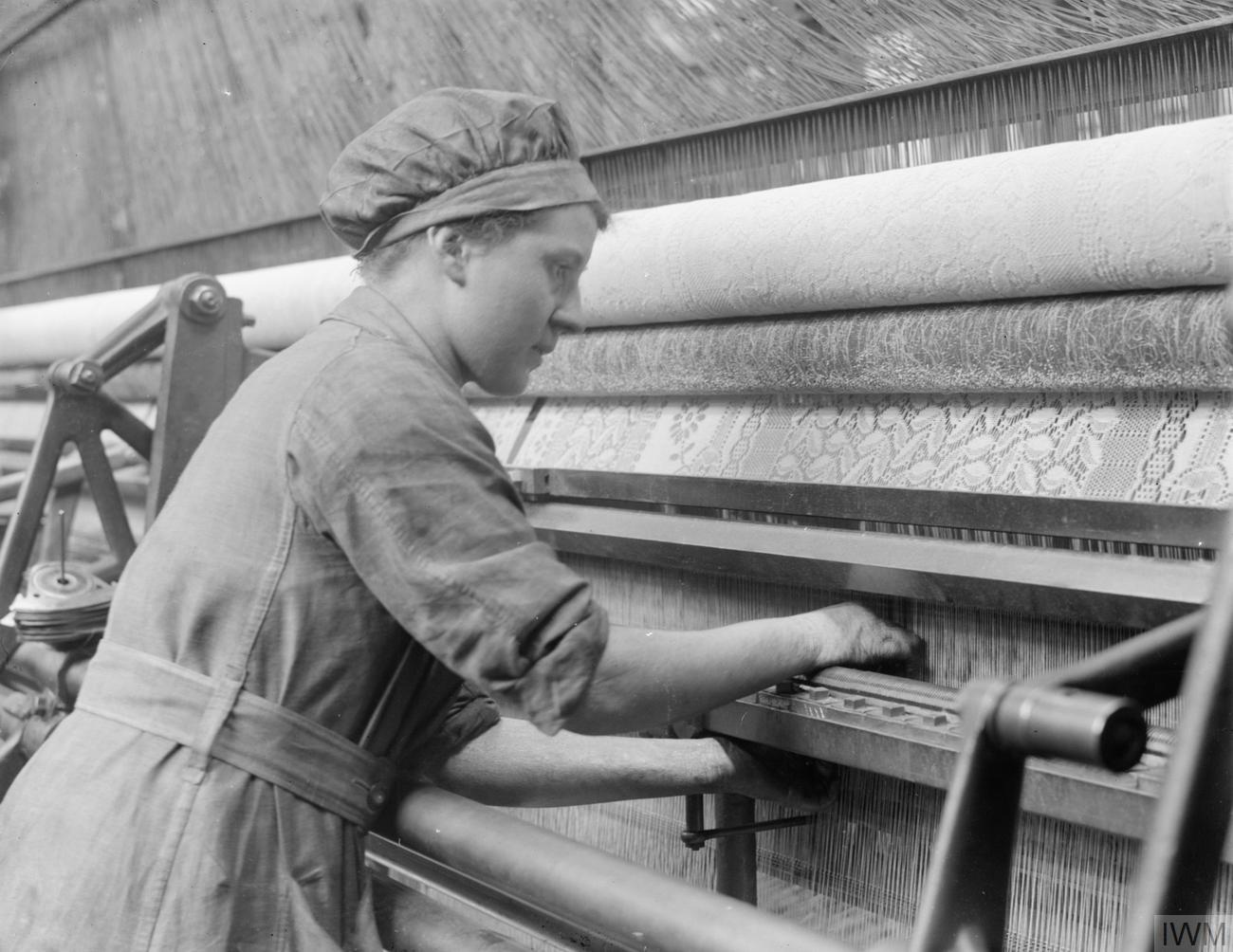
Travail de filature. Nottinghamshire. 1918
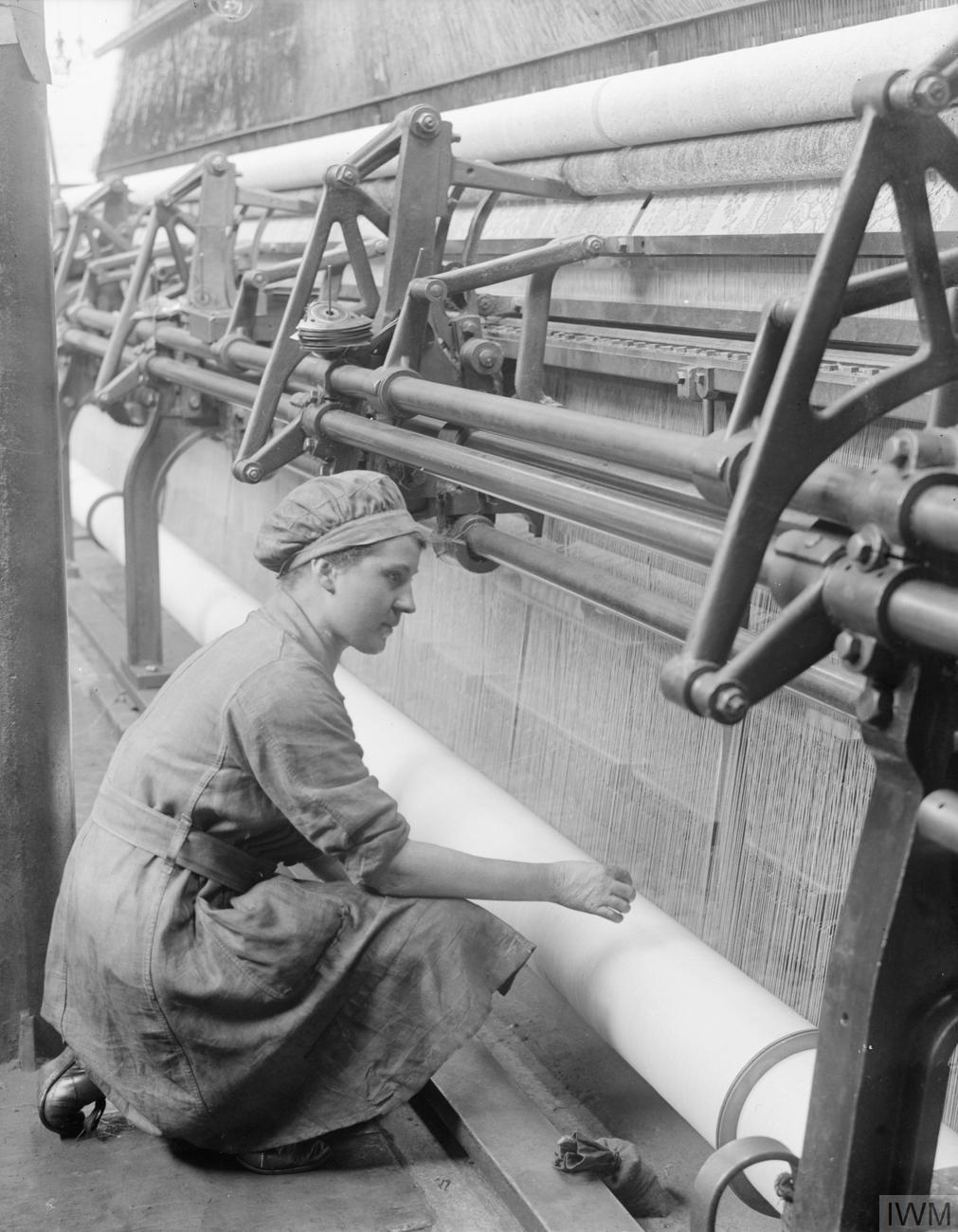
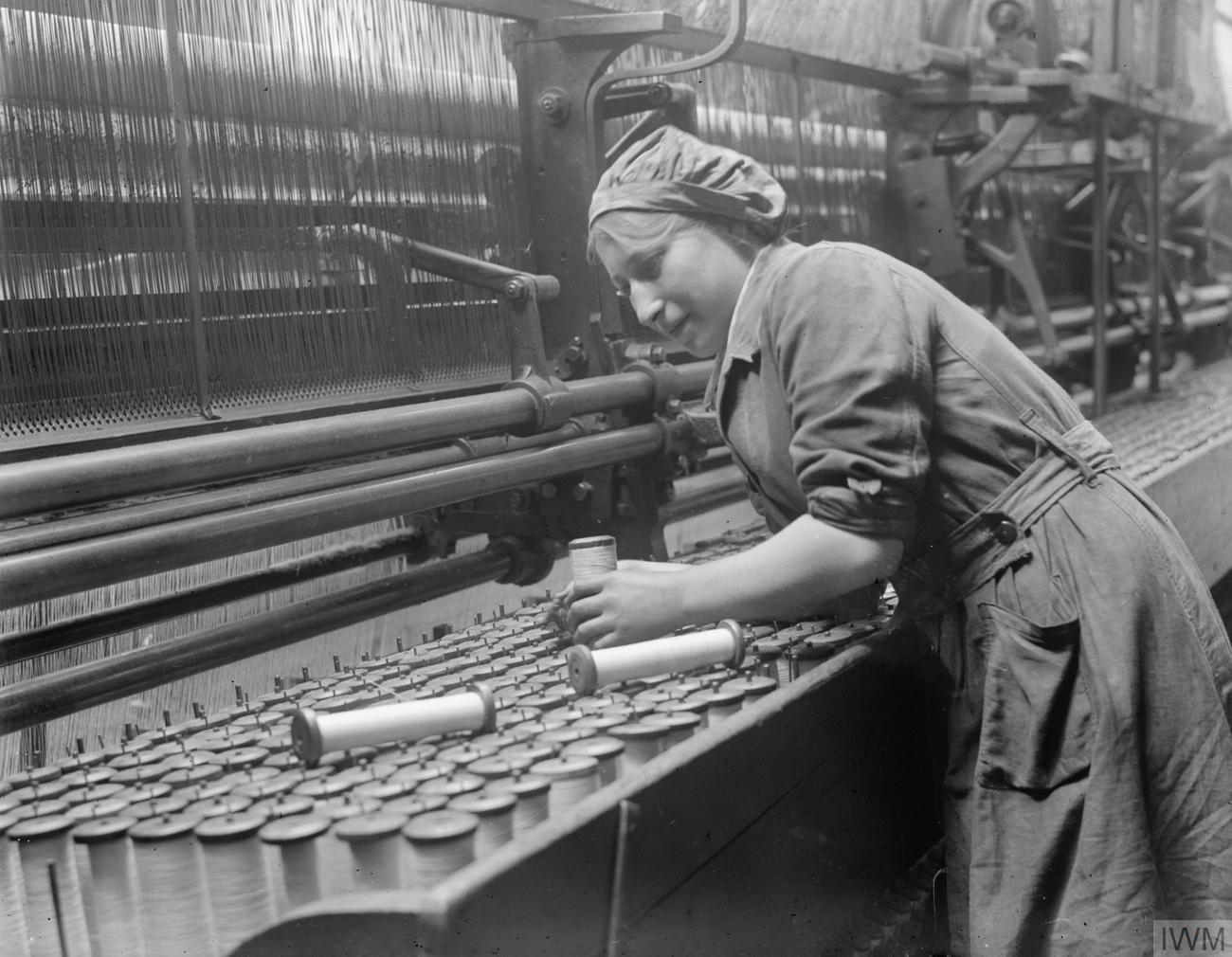
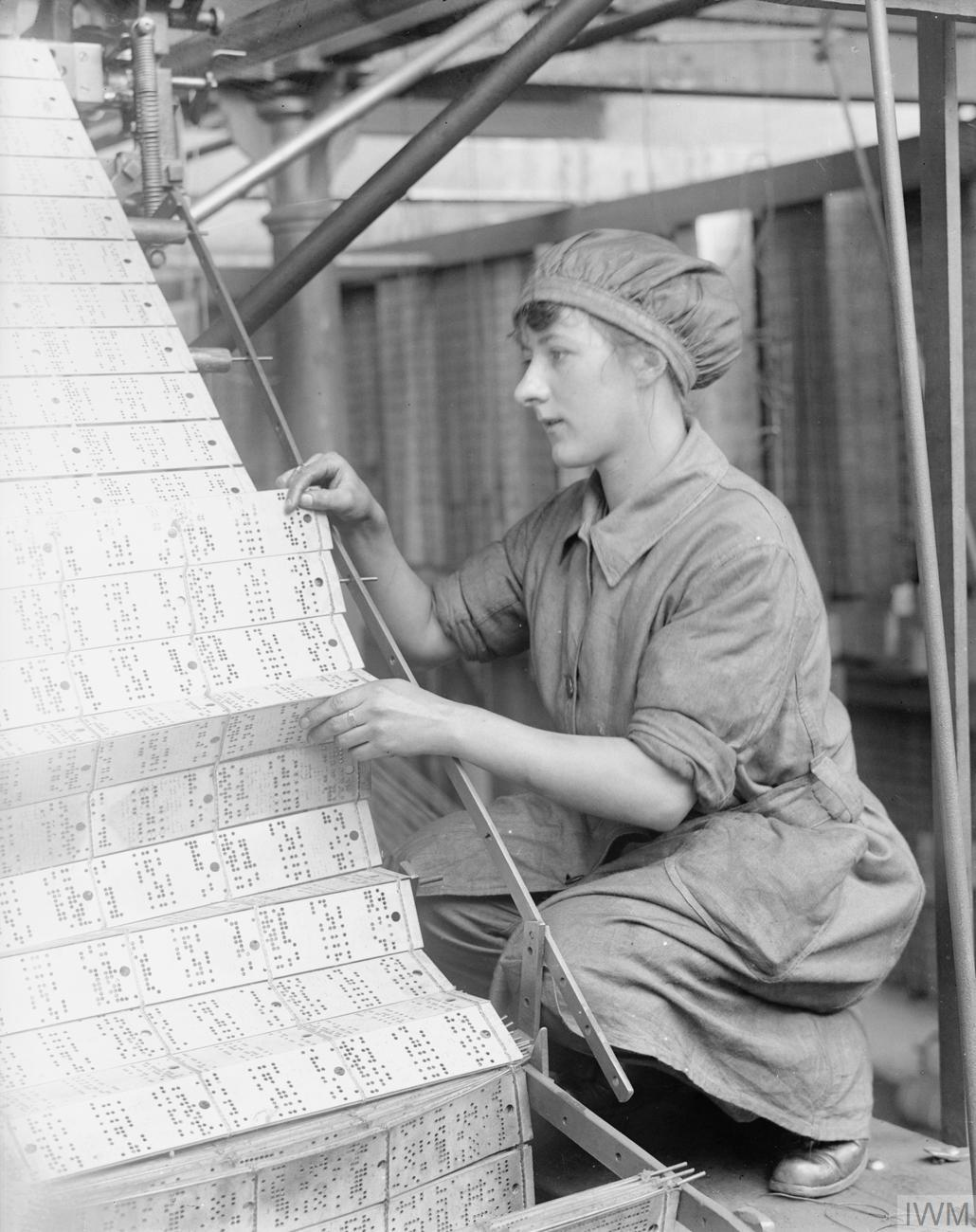

### Révolution industrielle
Le début de la mécanisation du métier à tisser au XVIIIe siècle a changé la manière de tisser en Grande-Bretagne, puis à travers le monde. Il était avant un objet personnel, devenant alors industriel et permettant la production puis vente de grandes quantités de textiles.
Une série d’inventions britanniques en était à l’origine, permettant ainsi la mécanisation des processus habituellement manuels dans le tissage: la « navette volante » en 1733 par John Kay, augmentant la vitesse de tissage et diminuant le nombre de personnes à la collecte, le « Spinning Jenny » en 1764 par James Hargreaves augmentant la capacité de filage d’un fil à huit ou plus sur une même machine pour répondre à la demande croissante, ou encore « Water frame » en 1769 par  Sir Richard Arkwright et la « Spinning mule » en 1779 par Samuel Crompton, permettant l’utilisation d'énergie hydraulique pour tisser.

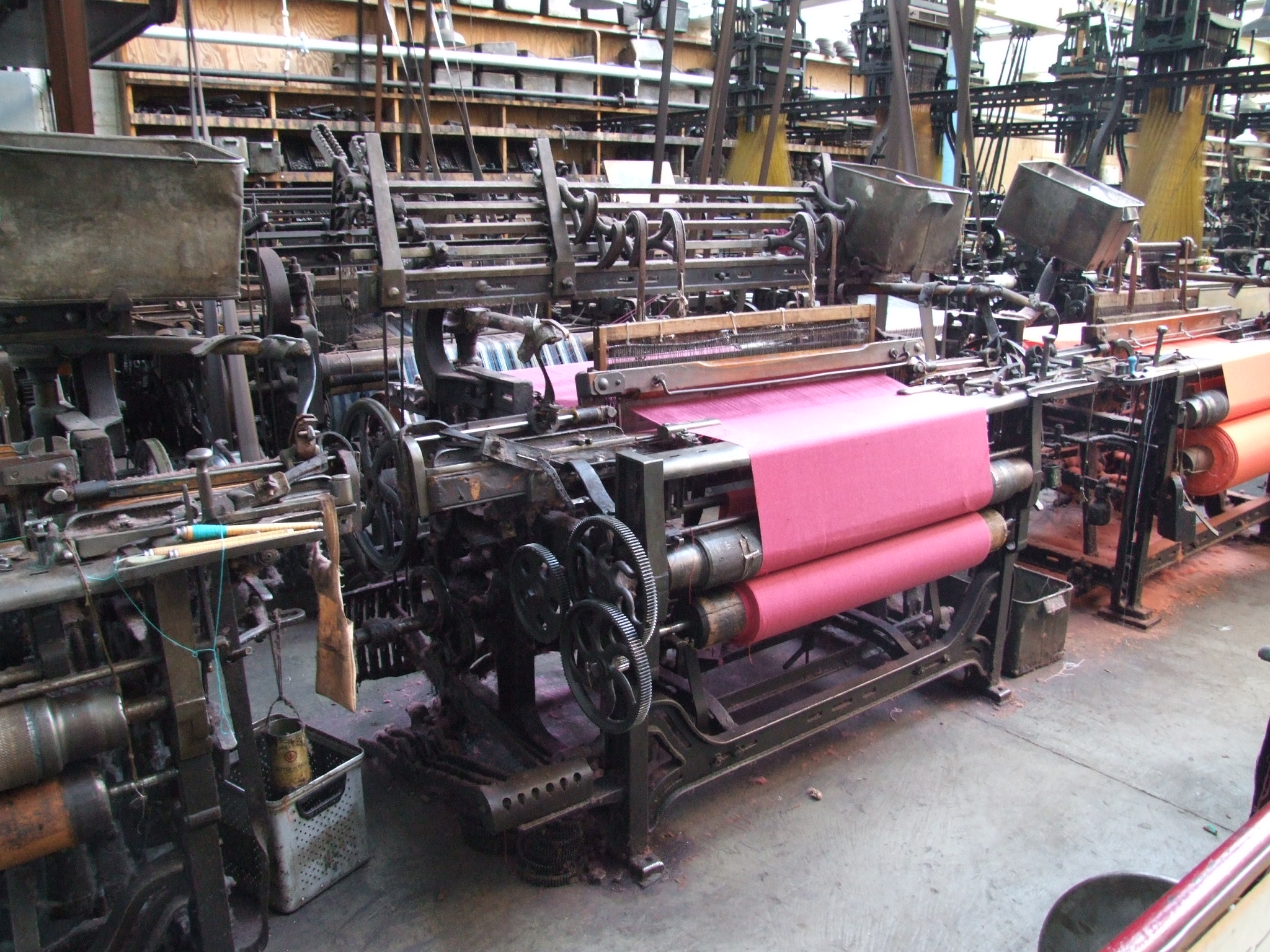
Métier à tisser mécanique des usines Masson Mills

Ces inventions ont mené à une production textile plus rapide, importante et moins coûteuse à travers le développement de l’industrie textile britannique.
L’arrivée de la machine à vapeur en 1769 (James Watt) a aussi changé le fonctionnement de ces usines textiles. Jusque-là, elles utilisaient l’énergie hydraulique, tirée principalement de rivières, pour alimenter leurs métiers à tisser ; elles devaient donc être localisées près de points d’eau, parfois isolées et loin de la main d’œuvre. La machine à vapeur, dispensant l’utilisation d’eau comme énergie, a donné la possibilité à ces usines d’être construites plus près de cette main d’œuvre et des marchés textiles.
La première apparition d’une machine à vapeur dans une usine de coton a été en 1785, l’année même où a été inventé le premier métier à tisser mécanique par Edmund Cartwright. Il a permis le tissage de tissus larges à travers un processus de fabrication de masse. Étant presque entièrement mécanisé, le tissage était encore plus rapide et économique, il permet alors à un ouvrier avec peu d’expérience et de compétences de produire la même quantité de tissus qu’un artisan professionnel.
La machine à vapeur a été alors intégrée avec ce métier à tisser mécanique dans la première usine textile mécanique de Cartwright en 1789, à Doncaster. Le métier à tisser mécanique est devenu plus rapide mais aussi plus précis qu’un métier standard, remplaçant ainsi un travail manuel par un travail mécanique.
Au début du XIXe siècle, le métier de Cartwright a été amélioré par une série d’inventeurs ou propriétaires d’usines britanniques, comme William Horrocks en 1802, augmentant encore sa productivité. Le développement de l’industrie textile britannique était alors encore plus important: le nombre de métiers à tisser en Grande-Bretagne augmentant de 2 000 en 1818, à plus de 250 000 en 1850.

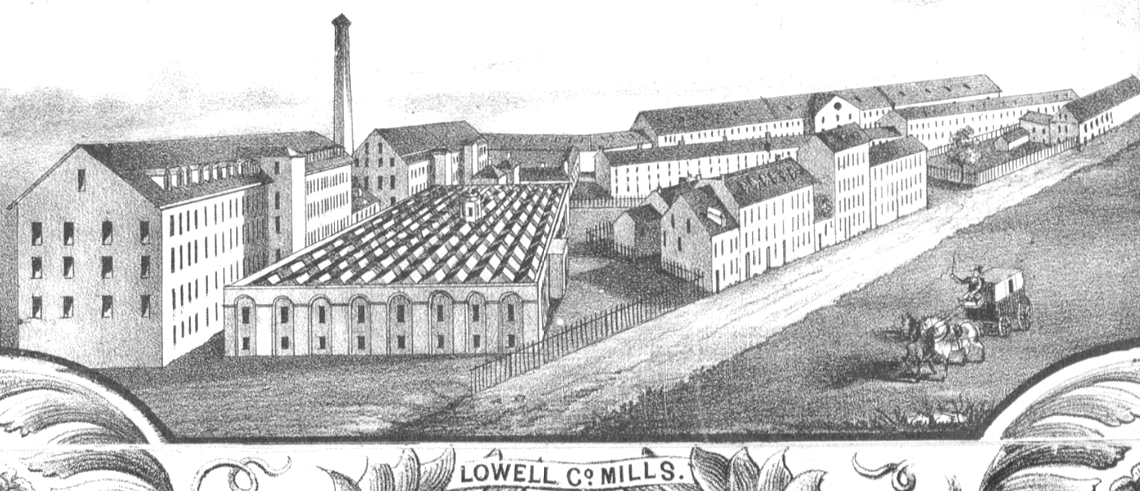
Cité ouvrière textile, Lowell, Massachusetts

Au même moment, aux États-Unis, Francis Cabot Lowell inventait le premier métier à tisser mécanique américain afin de fabriquer du coton à grande échelle, copiant ainsi le métier de Cartwright en Grande-Bretagne. En 1814 il fait alors construire la première usine du monde contenant toute la chaîne de fabrication du coton.
Beaucoup d’autres usines ont donc été construites le long des rivières de la Nouvelle-Angleterre, transformant paysages, économies et sociétés ; les récentes arrivées d’immigrants étant les principales sources d’employés de ces usines.
En France en 1801, est inventé le métier Jacquard, métier à tisser programmable à partir de cartes perforées. Sa mise en place dans les soieries lyonnaises entraine la révolte des Canuts qui tentent de détruire l'invention pour sauver leurs emplois.

#### Réglementations du travail industriel
Avec ce développement de l’industrie textile, les nombreuses usines à travers la Grande-Bretagne ont eu besoin de main d’œuvre bon marché, se tournant ainsi vers les enfants. Étant petits, il était plus facile pour eux de manipuler certains mécanismes de ces métiers à tisser ; ils étaient sous-payés et pouvaient travailler jusqu’à 15 heures par jour. Ces mauvaises conditions de travail ont mené aux « Factory Acts » au début du XIXe siècle, régulant alors le temps de travail par jour et autres conditions de travail au sein des usines textiles. Ces textes de lois britanniques font alors ressortir de véritables questions d’indépendance pour ces familles ouvrières.
De même qu’aux États-Unis, les usines Lowell ont compté comme employés un nombre important de femmes, appelées alors les « Lowell Mill Girls » qui elles-mêmes contestent leurs conditions de travail, mais sans succès en 1836.

## Contexte social et géographique
Le métier à tisser contribue à l’évolution du milieu social dans lequel il s’inscrit. Il est question ici d’illustrer à travers des exemples précis son rôle.

### Région des Andes
La région des Andes a connu pendant plusieurs siècles de nombreux changements de civilisation, aboutissant en un regroupement sous la civilisation Inca en 1532. À travers l’étude de l’utilisation du métier à tisser, il est possible de retracer certains comportements sociaux, notamment chez les Jalq’a, un peuple Bolivien.
Différents types de métiers à tisser mènent à une grande variété de méthodes de tissage. Chez les Jalq’a, le métier à tisser principalement employé est le métier à tisser oblique, utilisé en se reposant sur une paroi. Ce moyen de tisser permet de créer des effets de surface et une dualité entre deux fils de couleurs différentes, témoignant de la culture locale ancrée de la dualité homme — femme et de l’organisation de leur société. Ainsi, on voit que « les façons de faire sont aussi fondamentales que les produits obtenus ».
Il y a également des croyances liées au métier à tisser qui se développent et démontrent que l’ancrage du métier à tisser comporte aussi un aspect culturel bien présent chez les peuples andins. Par exemple, dans une des méthodes de tissage qui permettent de produire des étoffes à lisière très spécifiques, les bords ne sont pas coupés par croyance que ces étoffes soient des êtres vivants. Le métier à tisser, plus qu’une machine textile est donc un élément culturel qui a persisté dans l’histoire des Jalq’a.

### Le Burkina Faso

#### L’inversion du genre et le métier à tisser chez les Mossi au Burkina Faso
En s’intéressant à l’Afrique de l’Ouest, et plus précisément aux populations Mossi du Burkina Faso, on découvre que le domaine du tissage a connu certains changements à la fin du XXe siècle, comme l’inversion des genres. Autrefois réservé aux hommes, le tissage devient alors une activité féminine notamment grâce à la création par des religieux d’un métier à tisser destiné aux femmes.
L’apprentissage de la pratique du métier à tisser est généralement transmis au sein du cadre religieux. Chez les hommes, l’Islam a d’abord initié ce savoir-faire tandis que ce sont les missions chrétiennes qui l’ont introduit chez les femmes.
Le métier à tisser masculin horizontal peut se caractériser par ses aspects techniques liés à un mode de vie initialement nomade, en étant démontable et transportable. Il se distingue par son peigne et ses lices suspendues, ce qui lui offrent une grande vitesse d’exécution grâce à une synchronisation du travail entre les pieds et les mains. Mais pour les hommes Mossi qui travaillent les cotons, le tissage ne constitue pas une activité à temps plein.
De manière marginale, voire confidentielle, les femmes ne pouvant pas utiliser ce type de métier pour des raisons de décence, car il nécessite d’adopter une posture jambes écartés, pratiquent alors le tissage en utilisant un métier à tisser vertical à lices fixées, apporté par les populations Yorouba. Cependant, de par son exécution manuelle par les membres supérieurs uniquement, ce métier à tisser initialement réservé aux vêtements d’exception s’avère être faiblement productif par rapport à celui horizontal de l’homme. De plus, par l’abondance des métiers horizontaux dédiés au hommes, le tissage a longtemps été considéré comme une pratique essentiellement masculine.
Toutefois, vers les années 1956-1957, le tissage chez les Mossi va connaître un changement notable avec l’inversion du genre dans la pratique. Ce sont des religieux Mossi de l’ordre de l’Immaculé Conception qui ont créé et conçu un nouveau type de métier à tisser à pédales, cette fois-ci destiné aux femmes et nommé « métier amélioré ». Celui-ci peut être actionné tout en ayant le corps à l’extérieur du métier, permettant ainsi même à une femme enceinte de pouvoir tisser.
En une dizaine d’années, le savoir-faire du tissage est donc transmis à de nombreuses femmes, leur offrant du travail, sans pour autant affecter l’activité des tisserands masculins. Leur formation est assurée par des femmes déjà formées au tissage, ou dans des missions chrétiennes. Mais l’activité des femmes tisserandes reste peu compétitive, notamment à cause de la concurrence générée par l’importation des textiles. Ainsi, la prise de parole du chef de l’État Thomas Sankara, le 8 mars 1987, leur sera grandement bénéfique. Celui-ci, lors de la Journée internationale de la femme, affirme sa volonté que les femmes se placent au premier plan dans le secteur économique, en passant notamment par la production et consommation locale burkinabèe. Grâce à cela, les femmes tisserandes vont peu à peu s’organiser en coopératives et connaître une reconnaissance sociale, avec par exemple la Coopérative de production artisanale des femmes de Ouagadougou (COPAFO) ou la UAP Godé (Unité Artisanale de Production) équipé par le ministère ayant financé les infrastructures; en tissant sous un grand préau, l’activité est alors maintenue tout au long de l’année. Grâce à ce cadre de travail, tisser devient un emploi à part entière.

### La Chine Maoïste
Les États socialistes, tels que la Chine de Mao, fixent l’objectif d’obtenir la participation des femmes « à l’emploi public salarié » en industrialisant la production de biens de consommation, autrefois domestiques. La Chine oblige les petites usines locales spécialisées dans le secteur textile à fermer pour appliquer le principe socialiste des « ciseaux tarifaires » : les matières premières sont achetées à bas prix pour ensuite être vendues sous forme de produits manufacturés générant un profit. Le tissage au domicile effectué par les femmes pose un obstacle à la quantité de main d’œuvre disponible et à la rentabilité de l’industrie textile. Pour essayer de résoudre ce problème, l’État chinois, comme toute société en voie d’industrialisation, lutte contre les pratiques artisanales.

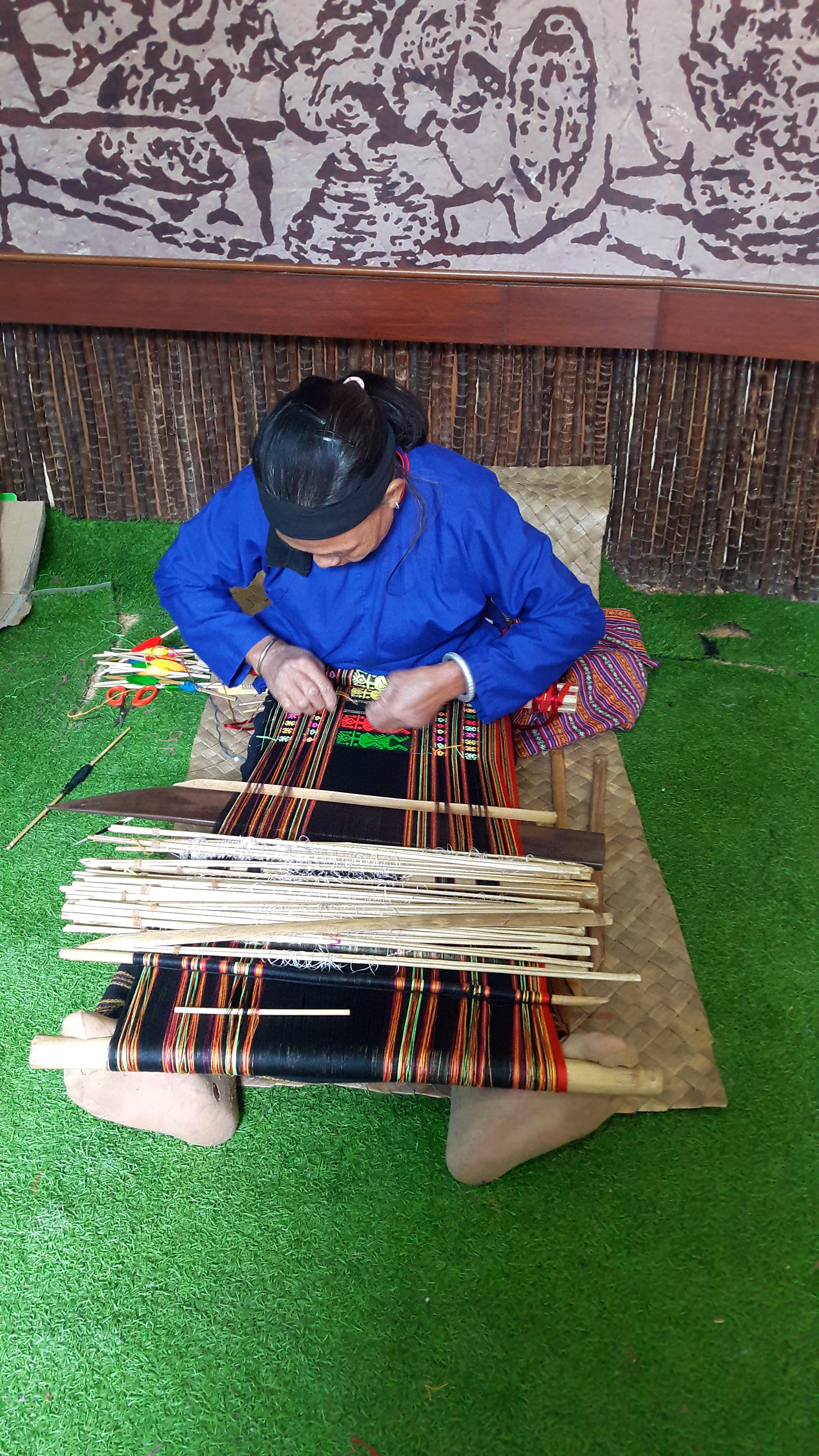
Art du tissage traditionnels de Li, sur l'île de Hainan, en Chine

Pendant les années 1950, la Chine produit à peine assez de fibres textiles pour pouvoir satisfaire la demande de sa population en croissance. Afin d’exporter des biens comme le coton et les échanger contre les technologies de l’Union Soviétique, l’État décide de limiter la consommation au niveau rural, mettant ainsi les femmes de ces zones en difficulté. En effet, puisque les hommes se déplacent vers l’industrie et que le secteur agricole se féminise, les femmes, à la fin de leur journée de travail sont obligées de procurer les tissus et vêtements nécessaires pour la famille, car l’État n’en fourni pas assez.
Par conséquent, la plupart des femmes continuent à rester à la maison, limitant alors la main d’œuvre du pays ; le temps consacré au tissage domestique est très élevé. De plus, celui-ci constitue culturellement une part importante dans la vie d’une femme, qui typiquement apprend à filer en étant jeune fille, puis à tisser quelques années avant de se marier pour ensuite savoir tisser pour sa famille.
La Chine, inquiétée par la concurrence économique du tissage rural (qui est une source d’argent pour les familles dont ne bénéficie pas l'Etat), cherche à l'éliminer. Il établit donc un monopole sur le coton 1954, combiné avec un système de rationnement pour pouvoir garantir un accès suffisant aux tissus produits mécaniquement. Mais le tissage à la main continue tout de même à se développer car les besoins ne sont pas satisfaits, poussant l'État à persister avec des campagnes pour essayer d’y mettre un terme.
Le métier à tisser, en combinaison avec les nombreuses autres occupations des femmes lors du « Grand Bond en avant » mènent à un épuisement des femmes, qui ne dorment en moyenne que 3-4 heures par jour en période de travail intense. Souvent cachée du regard d’autrui, l’utilisation domestique du métier à tisser par les femmes fait partie intégrante de la force de travail chinoise.

## Santé physique
Pendant les années 1990, les troubles musculo-squelettiques constituent un problème conséquent dans les pays industrialisés comme la Grèce. Comme plusieurs études le démontrent, certains troubles de la région épaule-cou peuvent être provoqués par des activités répétitives employant des contraintes anormales et des postures inadéquates. Par exemple, entre 1989 et 1990, le Département de médecine sociale de l’Université de Crète met en évidence une corrélation significative entre le nombre d’années de travail au métier à tisser et l’intensité des symptômes dans la région des mains et des épaules-cou. Cette étude est menée sur la population féminine adulte d’Anógia, communauté de l'île de Crète où le travail artisanal est principalement effectué par les femmes et compose une grande partie de l’activité économique. Le métier à tisser impose une posture légèrement inclinée et des mouvements répétés avec les mains, mettant potentiellement en péril la santé physique des personnes qui l’utilisent.

## Types de métiers à tisser
- Métiers à cadre
  - Métiers à repriser
  - Métiers à tisser circulaire
- Métier à tisser horizontal
  - Métier à pédales
  - Métier à tisser le ruban
  - Métier à tisser à barre ou à la zurichoise
- Métier à tisser vertical
  - Métier vertical à pesons
  - Métier vertical à deux poutres
- Métiers à motifs complexes
  - Métiers Jacquard
  - Métiers à tisser à haute lice
- Métiers à tenseur corporal
  - Métiers à sangle arrière ou métier oblique ou à sangle dorsale (culture des andes, culture nordique)
  - Métier de cheville ou métier à bandes

### Métier à tisser horizontal
Le métier à tisser horizontal est utilisé depuis l'Égypte antique pour tisser le lin. C'est le métier le plus employé de l'histoire. La chaîne est tendue entre deux poutres. Sa lisse fixe est soutenue par plusieurs pierres au-dessus du sol. L'ensemble des fils de chaîne forment une foule. Chaque passage de la navette (appelé duite) insère une ligne de fil de trame resserré à l'aide d'un bâton plat ou d'un peigne. La lisse pivote ou s'éloigne selon le modèle afin de réaliser l'entrecroisement du fil de chaîne et permettre le passage suivant de la navette.